# راكيش بابو
راكيش بابو (بالإنجليزية: Rakesh Babu)‏ هو سياسي هندي، ولد في 1 أغسطس 1960. حزبياً، نشط في Bahujan Samaj Party ‏.